# 李滄 (明朝)
李滄（15世紀—15世紀），字朝宗，湖廣武昌府嘉魚縣人，明朝政治人物。

## 生平
李滄是宣德四年（1429年）己酉科湖廣鄉試解元，次年（1430年）會試中副榜，賜進士冠帶，給俸祿在翰林院讀書，曾經獻詩給皇帝得恩賜。之後他外任金谿縣教諭、保寧府教授，學士李英曾說：「李滄端謹有學問，素負名望，當教官實在委屈其才能。」楊溥十分重視他，用墨竹題詩寄語：「春滿江皋雨露深，此君別後每關心，何當養就凌雲節，製作簫韶協鳳鳴。」正統年間李滄在廣西、雲貴監考鄉試，取錄多位名士，得特詔在家鄉建立牌坊，賜獅子在宅第門前；六十歲致仕，以讀書賦詩為樂，客人不論貴賤來者不拒，也總會穿好冠帶才接見。

## 引用
1. 1 2  同治《重修嘉魚縣志·卷五·人物志第八》：李滄，字朝宗，端謹雅飭，學立行修，鄉試第一，明年中會試乙榜，賜進士冠帶，給俸入翰林讀書，應制獻詩輒蒙恩賚，厯官金谿教諭、保甯教授，學士李英嘗曰：「朝宗端謹有學行，名望素著，為教官實屈其才。」石首楊文定公尤重之，以墨竹題詩寄之，曰：「春滿江皋雨露深，此君別後每關心，何當養就凌雲節，製作簫韶協鳳鳴。」正統間典試廣西，又典雲貴等處試事，拔擢盡名士，特詔立牌坊，賜獅子於門。年六十致仕，以讀書賦詩為樂，客至無貴賤必冠帶出見人，或治具召之，雖貧賤不拒也。
2. ↑  同治《重修嘉魚縣志·卷四·選舉志第七》：文科……明……宣德 李滄 己酉科解元，有傳
3. ↑  道光《金谿縣志·卷七·名宦》：李滄，宣德八年由舉人任縣教諭，學博行優，教法嚴肅，當時名流咸敬之。 府志